# Raleigh
Pour les articles homonymes, voir Raleigh (homonymie).
Raleigh (en anglais [ˈɹɑːli] ou [ˈɹɔːli]) est la capitale et la deuxième ville de l'État de Caroline du Nord, aux États-Unis. Raleigh est surnommé « la ville des chênes » (City of Oaks en anglais) en raison de ses nombreux chênes plantés à travers la ville. Lors du recensement de 2020, la ville comptait 476 587 habitants, ce qui en fait la deuxième plus grande ville de l'État après Charlotte. Raleigh, Durham et Chapel Hill forment les trois villes du Research Triangle Park. En 2006, l'ensemble comptait environ 1 509 560 habitants. C'est une des villes américaines dont la population augmente le plus vite.
Fondée en 1792, elle a été nommée ainsi en l'honneur de sir Walter Raleigh, fondateur de la première colonie britannique permanente en Amérique : Roanoke.

## Histoire
Raleigh a été établie en 1792 comme nouveau siège du comté et capitale de l'État de Caroline du Nord. Elle a été nommée ainsi en l'honneur de sir Walter Raleigh, fondateur de la première colonie anglaise permanente en Amérique, Roanoke, qui était connue en tant que « colonie perdue ».
Raleigh s'est très peu développé en taille depuis sa création en 1792, malgré les destructions de la guerre de Sécession, mais la ville connaît une forte croissance lors de l'introduction du tramway dans les années 1920. En 1959, la ville adhère au Research Triangle Park avec les villes voisines de Durham et Chapel Hill.
Raleigh est l'une des villes aux États-Unis prévues et construites spécifiquement pour servir de capitale d'État.

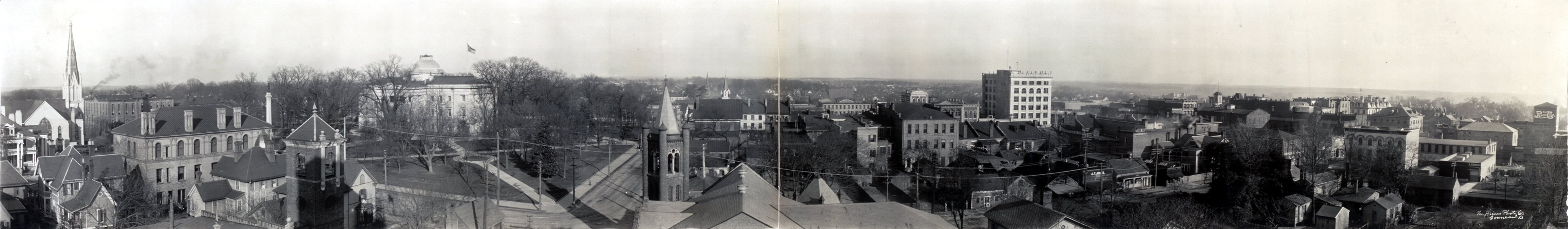
Raleigh en 1909.

## Gouvernement
Depuis 1947, Raleigh fonctionne sous un gouvernement à gérance municipale. Le conseil municipal se compose de huit membres dont le maire, Nancy McFarlane, en fonction depuis 2011 et réélue en 2013.

## Géographie

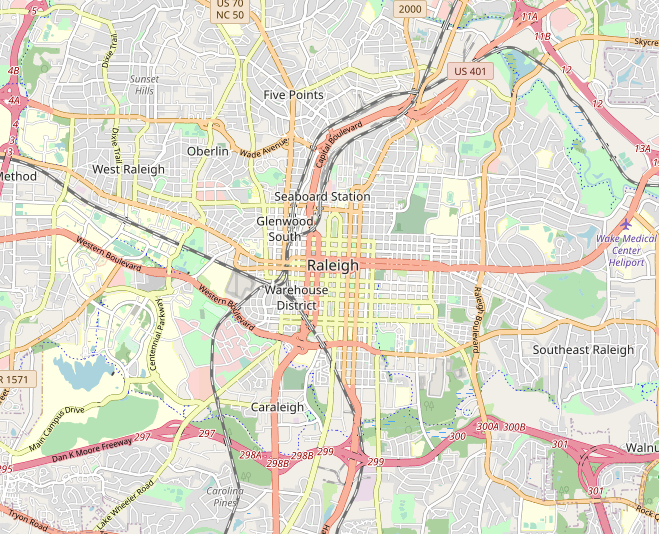
Carte OpenStreetMap.

Raleigh a une surface totale de 299,3 km2 dont 296,8 km2 de terre et 2,5 km2 (0,84 %) d'eau.
Raleigh est située dans la région centrale nord-est de la Caroline du Nord, où les régions du Piedmont et de la Plaine côtière de l'Atlantique se rencontrent. Cette région est connue sous le nom de "ligne de chute" (fall line) car elle marque l'élévation des terres où chutes d'eau commencent à apparaître dans les ruisseaux et les rivières. La majeure partie de Raleigh présente des collines qui s'inclinent vers l'est en direction de la plaine côtière plate de l'État.

### Climat
En janvier, la température moyenne est de 7,8 °C. En juillet, elle est de 27,9 °C. Les précipitations sont de 1 042,2 mm par an.

## Démographie
| Groupe            | Raleigh | Caroline du Nord | États-Unis |
| ----------------- | ------- | ---------------- | ---------- |
| Blancs            | 57,5    | 68,5             | 72,4       |
| Afro-Américains   | 29,3    | 21,5             | 12,6       |
| Autres            | 5,7     | 4,4              | 6,4        |
| Asiatiques        | 4,3     | 2,2              | 4,8        |
| Métis             | 2,6     | 2,2              | 2,9        |
| Amérindiens       | 0,5     | 1,3              | 0,9        |
| Total             | 100     | 100              | 100        |
|                   |         |                  |            |
| Latino-Américains | 11,3    | 8,4              | 16,7       |

Raleigh fait partie des villes américaines dont la population augmente le plus vite ; en 2018, elle était la 15e de ce classement selon Forbes.
Selon l'American Community Survey, pour la période 2011-2015, 16,0 % de la population vit sous le seuil de pauvreté (15,5 % au niveau national). Ce taux masque des inégalités importantes, puisqu'il est de 34,0 % pour les Latinos et de 8,8 % pour les Blancs non hispaniques. De plus 22,5 % des personnes de moins de 18 ans vivent en dessous du seuil de pauvreté, alors que 21,9 % des 18-64 ans et 7,5 % des plus de 65 ans vivent en dessous de ce taux.
Selon l'American Community Survey, pour la période 2011-2015, 82,81 % de la population âgée de plus de 5 ans déclare parler l'anglais à la maison, alors que 9,76 % déclare parler l'espagnol, 0,85 % l'arabe, 0,83 % une langue africaine, 0,82 % une langue chinoise, 0,65 % le vietnamien, 0,58 % le français et 3,70 % une autre langue.
| Indicateur                             | Raleigh  | Caroline du Nord | États-Unis |
| -------------------------------------- | -------- | ---------------- | ---------- |
| Personnes de moins de 5 ans            | 5,6 %    | 5,6 %            | 5,6 %      |
| Personnes de moins de 18 ans           | 20,5 %   | 21,4 %           | 21,7 %     |
| Personnes de plus de 65 ans            | 10,8 %   | 17,4 %           | 17,3 %     |
| Femmes                                 | 51,4 %   | 51 %             | 50,4 %     |
| Personnes par foyer                    | 2,37     | 2,50             | 2,60       |
| Vétérans                               | 3,9 %    | 5,9 %            | 5,2 %      |
| Personnes nées étrangères à l'étranger | 13,0 %   | 8,2 %            | 13,6 %     |
| Personnes sans assurance maladie       | 11,5 %   | 12,4 %           | 9,3 %      |
| Personnes avec un handicap             | 6,5 %    | 9,2 %            | 8,7 %      |
| Revenus annuels médians                | 42 632 $ | 34 209 $         | 37 638 $   |
| Personnes sous le seuil de pauvreté    | 12,1 %   | 13,4 %           | 11,5 %     |
| Diplômés du lycée                      | 92,3 %   | 89,0 %           | 88,9 %     |
| Diplômés de l'université               | 52,4 %   | 33,0 %           | 33,7 %     |

| 1800 | 1810 | 1820  | 1830  | 1840  | 1850  |
| ---- | ---- | ----- | ----- | ----- | ----- |
| 669  | 976  | 2 674 | 1 700 | 2 244 | 4 518 |

| 1860  | 1870  | 1880  | 1890   | 1900   | 1910   |
| ----- | ----- | ----- | ------ | ------ | ------ |
| 4 780 | 7 790 | 9 265 | 12 678 | 13 643 | 19 218 |

| 1920   | 1930   | 1940   | 1950   | 1960   | 1970    |
| ------ | ------ | ------ | ------ | ------ | ------- |
| 24 418 | 37 379 | 46 879 | 65 679 | 93 931 | 122 830 |

| 1980    | 1990    | 2000    | 2010    | 2020    | - |
| ------- | ------- | ------- | ------- | ------- | - |
| 150 255 | 212 092 | 276 093 | 403 892 | 467 665 | - |

## Architecture

### Monuments

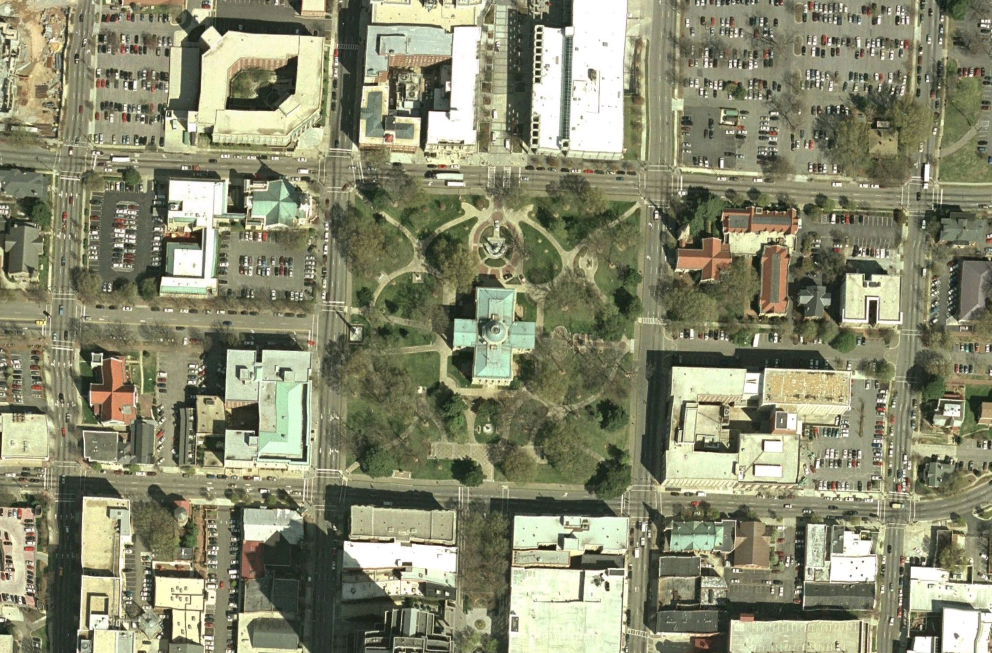
Photo satellite du capitole.

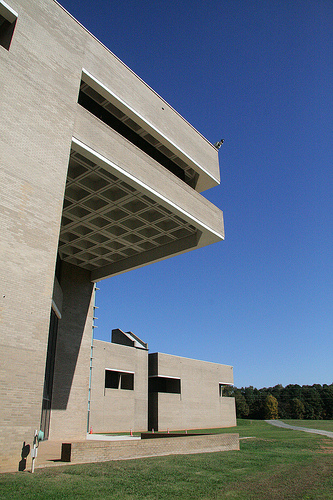
Le musée d'art de Caroline du Nord.

- Le Capitole est construit en style néogrec à la place de l'ancien bâtiment qui a brûlé en 1831. Conformément aux règles néoclassiques, un dôme surmonte la partie centrale d'où partent les quatre branches de la croix. Il mesure 49 mètres du nord au sud et 43 mètres de l'est à l'ouest, portique inclus. La hauteur de la coupole est de 30 mètres, comptés de la base de la rotonde à la couronne qui orne le dôme. Les murs extérieurs sont en granite.
- Le Alltel Pavilion at Walnut Creek
- Le Progress Energy Center for the Performing Arts entoure le Raleigh Memorial Auditorium, le Fletcher Opera Theater, le Kennedy Theatre, et le Meymandi Concert Hall.
- Exploris accueille une salle IMAX
- Juniper Level Botanic Gardens
- North Carolina Museum of Art
- North Carolina Museum of History
- Le musée des sciences naturelles de Caroline du Nord est le plus grand musée du genre dans le sud-est des États-Unis.
- Raleigh City Museum
- Playspace
- Pullen Park, sur le campus de l'université d'État de Caroline du Nord.
- JC Raulston Arboretum internationalement renommé.
- Dorton arena conçue par l´architecte polonais Maciej Nowicki
- La cathédrale du Saint-Nom-de-Jésus (catholique) a été construite en style néo-roman italien de 2015 à 2017.
- Le temple mormon de Raleigh
- Immeuble du Temple masonique

### Buildings
- Two Hanover Square : 131 m, 29 étages (1991)
- Wells Fargo Capitol Center : 122 m, 30 étages (1991)
- PNC Plaza : 164 m, 33 étages (2008)

## Économie
Raleigh fait partie d'un pôle de haute technologie : le Research Triangle Park (RTP) qui regroupe en 2005 dans un cluster 137 entreprises de pointe, avec une spécialisation en biotechnologie, outillages médicaux, santé publique et pharmacie. La ville de Raleigh forme ce triangle conjointement avec Durham et Chapel Hill. Il se trouve à proximité de trois universités d'envergure internationale : université de Caroline du Nord, université Duke et université du centre de la Caroline du Nord. Il est né de la volonté du gouverneur de l'État de Caroline du Nord en 1959, qui souhaitait développer l'emploi hautement qualifié et attirer de nouvelles entreprises. À partir du moment où la firme IBM s'installe dans le Research Triangle Park en 1965, le développement s'amorce.

## Éducation et culture

### Universités
- ECPI College of Technology
- Meredith College
- Université d'État de Caroline du Nord
- Peace College
- School of Communication Arts
- Université Shaw
- St. Augustine's College
- Wake Technical Community College

### Écoles publiques
Les écoles publiques de Raleigh sont servies par le Wake County Public School System. Raleigh possède 77 écoles publiques (48 élémentaires, 15 secondaires, et 9 écoles supérieures).

### Écoles privées
- Raleigh Latin High School
- Saint Thomas More Academy
- Ravenscroft School
- Cardinal Gibbons High School
- St. David's School
- Saint Mary's School
- Raleigh Christian Academy
- Wake Christian Academy
- Friendship Christian School
- North Raleigh Christian Academy
- Trinity Academy of Raleigh
- Al Iman School
- Word of God Christian Academy
- Ligon School
- SKEMA Business School

### Bibliothèques
- Le réseau des bibliothèques du comté de Wake gère l'ensemble des bibliothèques de lecture publique de Raleigh au sein d'un ensemble de 22 bibliothèques[10].

## Sports

### Professionnel

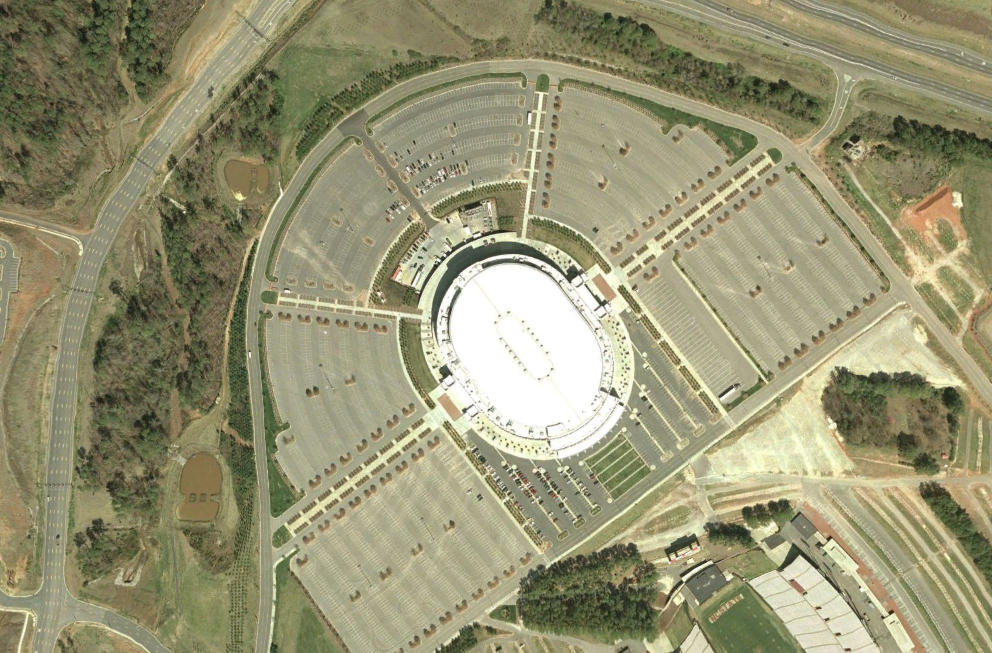
Vue satellite du PNC Arena, arène des Hurricanes de la Caroline.

Les Hurricanes de la Caroline (LNH) sont arrivés à Raleigh en 1997 (l'ancienne franchise était basée à Hartford, au Connecticut, sous le nom des Whalers de Hartford). Ils jouent au PNC Arena (18 730 places) et ont gagné la Coupe Stanley en 2006. La ville possède également les RailHawks de la Caroline en USL et le Courage de la Caroline du Nord en NWSL.

### Sports universitaires
En raison du nombre important d'universités dans le secteur, les sports NCAA sont très populaires. La division Atlantic Coast Conference de la NCAA, comptent les Wolfpack de North Carolina State (situé à l'ouest de la ville), leur rival, les Tar Heels de la Caroline du Nord de l'université de Caroline du Nord à Chapel Hill, et les Blue Devils de Duke de l'université Duke. À ne pas oublier les Demon Deacons de Wake Forest de l'université de Wake Forest situé à Winston-Salem qui possède une équipe dans la division.
Le Wolfpack a gagné deux fois le championnat de basket-ball NCAA, en 1974 et 1983.
Deux universités noires historiques, St. Augustine College et l'université Shaw, ont aussi une forte influence sur le sport dans le secteur comme en témoigne leur rapprochement en 2019 pour un usage partagé des installations sportives du George Williams Athletic Complex afin de poursuivre le développement de leurs équipes respectives de football américain.

## Commerces
- Crabtree Valley Mall
- Brier Creek
- Triangle Town Center
- Cameron Village
- North Hills

## Transports

### Aéroports

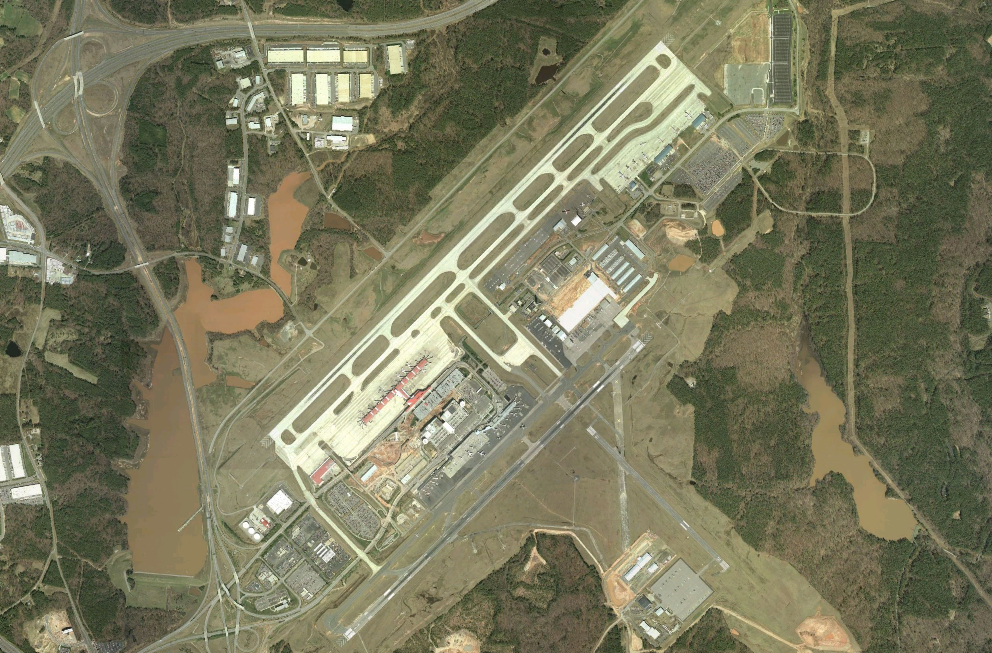
Photo satellite de l'aéroport international de Raleigh-Durham.

L'aéroport international de Raleigh-Durham est situé au nord-ouest de la ville le long de l'Interstate 40, entre Raleigh et Durham.

### Routes
La ville est desservie par l'Interstate 40, 440 (Beltline) et 540. La Beltline (Interstate 440) fait une boucle autour de la ville.
Les autres routes importantes sont :
- U.S. Route 1
- US-64
- US-70
- US-264
- U.S. Route 401

À la fin des années 2000, le système routier était encore en majorité sans trottoirs ni pistes cyclables en banlieue.

### Transports en commun
Le réseau local de bus est le Capital Area Transit (CAT). La ville compte en tout 27 lignes de bus. De plus, Triangle Transit Authority met en place des bus qui permettent la correspondance entre les réseaux de chaque ville : Raleigh, Durham et Chapel Hill. Le projet de la construction d'un tramway reliant le centre de Raleigh et celui de Durham a échoué car celui-ci ne correspondait pas aux normes fédérales. Le projet ne prévoyait pas un tram passant par l'aéroport RDU et les principaux centres commerciaux. Les habitants n'y ont donc vu aucun intérêt.

## Media

### Journaux
- The News & Observer, le grand journal quotidien possédé par McClatchy Co.
- The Raleigh Chronicle, le journal quotidien sur internet.
- The Independent Weekly, le journal indépendant hebdomadaire.
- The Raleigh Downtowner, le journal libre mensuel concentré sur le centre-ville de Raleigh.
- The Raleigh Hatchet, un autre journal mensuel libre.

### Télévision
- WUNC-TV (4), filiale de PBS.
- WRAL-TV (5), filiale de CBS.
- WTVD (11), filiale de ABC.
- WNCN (17), filiale de NBC.
- WLFL (22), filiale de The CW.
- WRDC (28), filiale de MyNetworkTV.
- WRAY-TV (30), filiale de HSN.
- WUVC-TV (40), filiale de Univision Network.
- WRPX-TV (47), filiale de Ion Television pour Raleigh et Durham.
- WRAZ-TV (50), filiale de Fox.
- WFPX-TV (62), filiale de Ion Television pour Fayetteville.
- WAUG-TV (68), St. Augustine's College.

### Radio
- WPTF-AM
- WRAL-FM
- WDCG-FM
- WQDR-FM
- WFXC-FM and WFXK-FM
- WQOK-FM
- WKNC

## Personnalités liées à la ville
- Jack Johnson (1878-1946), boxeur et premier noir champion du monde poids lourds entre 1908 et 1915

## Évêché
- Diocèse de Raleigh
- Liste des évêques de Raleigh
- Cathédrale du Saint-Nom-de-Jésus de Raleigh

## Jumelages
- Rostock (Allemagne)
- Kingston upon Hull (Angleterre)
- Compiègne (France)
- Gibraltar (Royaume-Uni)
- Nairobi (Kenya)
- Kolomna (Russie)